# WorldWired Tour
WorldWired Tour – dwudziesta trzecia trasa koncertowa zespołu Metallica, która trwała od 6 lutego 2016 do 14 listopada 2021, obejmująca 159 koncertów.
W 2016 trasa obejmowała jeden koncert w Anglii, 9 w Ameryce Północnej i 5 w Ameryce Południowej.
W 2017 trasa obejmowała 5 koncertów w Azji, 28 w Ameryce Północnej, 6 w Ameryce Południowej i 18 w Europie (jeden koncert w Europie został przeniesiony na inny termin z powodu choroby gardła Jamesa Hetfielda).
W 2018 trasa obejmowała 24 koncerty w Europie i 23 w Ameryce Północnej.
W 2019 trasa obejmowała 25 koncertów w Europie i 24 w Ameryce Północnej. Koncerty w Oceanii zostały odwołane z powodu ponownego odwyku alkoholowego Jamesa Hetfielda.
W 2020 trasa obejmowała jeden koncert w USA. 10 zaplanowanych koncertów w USA (planowanych jako festiwale rockowe) zostało odwołanych z powodu pandemii COVID-19.
W 2021 trasa obejmowała 9 koncertów w USA.

## Koncerty w 2016

### Ameryka Północna
1. 6 lutego 2016 – San Francisco, Kalifornia, USA – AT&T Park
2. 20 sierpnia 2016 – Minneapolis, Minnesota, USA – U.S. Bank Stadium
3. 24 września 2016 – Nowy Jork, Nowy Jork, USA – Central Park (Globel Citizen Festival)
4. 27 września 2016 – Nowy Jork, Nowy Jork, USA – Webster Hall
5. 22 października 2016 – Mountain View, Kalifornia, USA – Shoreline Amphitheatre
6. 23 października 2016 – Mountain View, Kalifornia, USA - Shoreline Amphitheatre

### Ameryka Południowa
1. 26 października 2016 – San Juan, Portoryko – Coliseo de Puerto Rico
2. 29 października 2016 – Quito, Ekwador – Parque Bicentenario
3. 1 listopada 2016 – Bogota, Kolumbia – Hipódromo de Los Andes
4. 3 listopada 2016 – Gwatemala, Gwatemala – Estadio Cementos Progreso
5. 5 listopada 2016 – San José, Kostaryka – Estadio Nacional

### Koncerty promocyjne
1. 18 listopada 2016 – Londyn, Anglia – House of Vans
2. 29 listopada 2016 – Toronto, Kanada – The Opera House
3. 15 grudnia 2016 – Los Angeles, Kalifornia, USA – The Fonda Theatre
4. 17 grudnia 2016 – Oakland, Kalifornia, USA – Fox Oakland Theatre

## Koncerty w 2017

### Azja
1. 11 stycznia 2017 – Seul, Korea Południowa – Gocheok SkyDome
2. 15 stycznia 2017 – Szanghaj, Chiny – Shanghai World-Expo Cultural Center
3. 18 stycznia 2017 – Pekin, Chiny – Le Sports Center
4. 20 stycznia 2017 – Hongkong, Asia World-Arena
5. 22 stycznia 2017 – Singapur, Singapoore Indoor Stadium

### Dania
1. 3 lutego 2017 – Kopenhaga, Royal Arena
2. 7 lutego 2017 – Kopenhaga, Royal Arena
3. 9 lutego 2017 – Kopenhaga, Royal Arena

Jeden z koncertów w Kopenhadze, który był zaplanowany na 5 lutego, został przeniesiony na 2 września z powodu choroby gardła Jamesa Hetfielda.

### Ameryka Północna
1. 12 lutego 2017 – Los Angeles, Kalifornia, USA – Hollywood Palladium

### Ameryka Południowa
1. 1 marca 2017 – Meksyk, Meksyk – Foro Sol
2. 3 marca 2017 – Meksyk, Meksyk - Foro Sol
3. 5 marca 2017 – Meksyk, Meksyk - Foro Sol
4. 25 marca 2017 – São Paulo, Brazylia – Autódromo José Carlos Pace (Lollapalooza Brazil)
5. 31 marca 2017 – Buenos Aires, Argentyna – Hipódromo de San Isidro (Lollapalooza Argentina)
6. 1 kwietnia – Santiago, Chile – O’Higgins Park (Lollapalooza Chile)

### Ameryka Północna
1. 10 maja 2017 – Baltimore, Maryland, USA – M&T Bank Stadium
2. 12 maja 2017 – Filadelfia, Pensylwania, USA – Lincoln Financial Field
3. 14 maja 2017 – East Rutherford, New Jersey, USA – MetLife Stadium
4. 17 maja 2017 – Uniondale, Nowy Jork, USA – Nassau Coliseum
5. 19 maja 2017 – Foxborough, Massachusetts, USA – Gillette Stadium
6. 21 maja 2017 – Columbus, Ohio, USA – Mapfre Stadium (Rock on the Range Festival)
7. 4 czerwca 2017 – St. Louis, Missouri, USA – Busch Stadium
8. 7 czerwca 2017 – Denver, Kolorado, USA – Sports Authority Field at Mile High
9. 9 czerwca 2017 – Newton, Iowa, USA – Iowa Speedway
10. 11 czerwca 2017 – Houston, Teksas, USA – NRG Stadium
11. 14 czerwca 2017 – San Antonio, Teksas, USA – Alamodome
12. 16 czerwca 2017 – Arlington, Teksas, USA – AT&T Stadium
13. 18 czerwca 2017 – Chicago, Illinois, USA – Soldier Field
14. 5 lipca 2017 – Orlando, Floryda, USA – Camping World Stadium
15. 7 lipca 2017 – Miami Gardens, Floryda, USA – Hard Rock Stadium
16. 9 lipca 2017 – Atlanta, Georgia, USA – SunTrust Park
17. 12 lipca 2017 – Detroit, Michigan, USA – Comerica Park
18. 14 lipca 2017 – Quebec City, Kanada – Plains of Abraham (Quebec City Summer Festival)
19. 16 lipca 2017 – Toronto, Kanada – SkyDome
20. 19 lipca 2017 – Montreal, Kanada – Parc-Jean Drapeau
21. 29 lipca 2017 – Pasadena, Kalifornia, USA – Pasadena Rose Bowl
22. 4 sierpnia 2017 – Glendale, Arizona, USA – University of Phoenix Stadium
23. 6 sierpnia 2017 – San Diego, Kalifornia, USA – PetcoPark
24. 9 sierpnia 2017 – Seattle, Waszyngton, USA – CenturyLink Field
25. 12 sierpnia 2017 – San Francisco, Kalifornia, USA – Golden Gate Park (Outside Lands Music and Arts Festival)
26. 14 sierpnia 2017 – Vancouver, Kanada – BC Place Stadium
27. 16 sierpnia 2017 – Edmonton, Kanada – Commonwealth Stadium

### Europa
1. 2 września 2017 – Kopenhaga, Dania - Royal Arena
2. 4 września 2017 – Amsterdam, Holandia – Ziggo Dome
3. 6 września 2017 – Amsterdam, Holandia - Ziggo Dome
4. 8 września 2017 – Paryż, Francja – Palais Omnisports de Paris-Bercy
5. 10 września 2017 – Paryż, Francja - Palais Omnisports de Paris-Bercy
6. 12 września 2017 – Lyon, Francja – Halle Tony Garnier
7. 14 września 2017 – Kolonia, Niemcy – Lanxess Arena
8. 16 września 2017 – Kolonia, Niemcy - Lanxess Arena
9. 22 października 2017 – Londyn, Anglia – The O2 Arena
10. 24 października 2017 – Londyn, Anglia - The O2 Arena
11. 26 października 2017 – Glasgow, Szkocja – The SSE Hydro
12. 28 października 2017 – Manchester, Anglia – Manchester Arena
13. 30 października 2017 – Birmingham, Anglia – Genting Arena
14. 1 listopada 2017 – Antwerpia, Belgia – Sportpaleis Antwerp
15. 3 listopada 2017 – Antwerpia, Belgia - Sportpaleis Antwerp

### Ameryka Północna
1. 9 listopada 2017 – San Francisco, Kalifornia, USA - AT&T Park

## Koncerty w 2018

### Europa
1. 1 lutego 2018 – Lizbona, Portugalia – Altice Arena
2. 3 lutego 2018 – Madryt, Hiszpania – Palacio de Deportes de la Comunidad de Madrid
3. 5 lutego 2018 – Madryt, Hiszpania - Palacio de Deportes de la Comunidad de Madrid
4. 7 lutego 2018 – Barcelona, Hiszpania – Palau Sant Jordi
5. 10 lutego 2018 – Turyn, Włochy – Pala Alpitour
6. 12 lutego 2018 – Bolonia, Włochy – Unipol Arena
7. 14 lutego 2018 – Bolonia, Włochy - Unipol Arena
8. 16 lutego 2018 – Mannheim, Niemcy – SAP Arena
9. 27 marca 2018 – Herning, Dania – Jyske Bank Boxen
10. 29 marca 2018 – Hamburg, Niemcy – Barclaycard Arena
11. 31 marca 2018 – Wiedeń, Austria – Wiener Stadthalle
12. 2 kwietnia 2018 – Praga, Czechy – O2 Arena
13. 5 kwietnia 2018 – Budapeszt, Węgry – Papp László Budapest Sportaréna
14. 7 kwietnia 2018 – Stuttgart, Niemcy – Schleyerhalle
15. 9 kwietnia 2018 – Stuttgart, Niemcy - Schleyerhalle
16. 11 kwietnia 2018 – Genewa, Szwajcaria – Palexpo
17. 26 kwietnia 2018 – Monachium, Niemcy – Olympiahalle
18. 28 kwietnia 2018 – Kraków, Polska – Tauron Arena Kraków
19. 30 kwietnia 2018 – Lipsk, Niemcy – Arena Leipzig
20. 2 maja 2018 – Oslo, Norwegia – Telenor Arena
21. 5 maja 2018 – Sztokholm, Szwecja – Ericsson Globe
22. 7 maja 2018 – Sztokholm, Szwecja - Ericsson Globe
23. 9 maja 2018 – Helsinki, Finlandia – Hartwall Arena
24. 11 maja 2018 – Helsinki, Finlandia - Hartwall Arena

### Ameryka Północna
1. 2 września 2018 – Madison, Wisconsin, USA – Kohl Center
2. 4 września 2018 – Minneapolis, Minnesota, USA – Target Center
3. 6 września 2018 – Lincoln, Nebraska, USA – Pinnacle Bank Arena
4. 8 września 2018 – Grand Forks, Dakota Północna, USA – Alerus Center
5. 11 września 2018 – Sioux Falls, Dakota Południowa, USA – Denny Sanford Premier Center
6. 13 września 2018 – Winnipeg, Kanada – Bell MTS Place
7. 15 września 2018 – Saskatoon, Kanada – SaskTel Centre
8. 6 października 2018 – Austin, Teksas, USA – Zilker Park (Austin City Limits Music Festival)
9. 13 października 2018 – Austin, Teksas, USA - Zilker Park (Austin City Limits Music Festival)
10. 16 października 2018 – Milwaukee, Wisconsin, USA – Fiserv Forum
11. 18 października 2018 – Pittsburgh, Pensylwania, USA – PPG Paints Arena
12. 20 października 2018 – University Park, Pensylwania, USA – Bryce Jordan Center
13. 22 października 2018 – Charlotte, Karolina Północna, USA – Spectrum Center
14. 25 października 2018 – Filadelfia, Pensylwania, USA – Wells Fargo Center
15. 27 października 2018 – Buffalo, Nowy Jork, USA – KeyBank Center
16. 29 października 2018 – Albany, Nowy Jork, USA – Times Union Center
17. 26 listopada 2018 – Las Vegas, Nevada, USA – T-Mobile Arena
18. 28 listopada 2018 – Boise, Idaho, USA – Taco Bell Arena
19. 30 listopada 2018 – Salt Lake City, Utah, USA – Vivint Smart Home Arena
20. 2 grudnia 2018 – Spokane, Waszyngton, USA – Spokane Veterans Memorial Arena
21. 5 grudnia 2018 – Portland, Oregon, USA – Moda Centrer
22. 7 grudnia 2018 – Sacramento, Kalifornia, USA – Golden 1 Center
23. 9 grudnia 2018 – Fresno, Kalifornia, USA – Save Mart Center

## Koncerty w 2019

### Ameryka Północna - część 1
1. 18 stycznia 2019 – Tulsa, Oklahoma, USA – BOK Center
2. 20 stycznia 2019 – North Little Rock, Arizona, USA – Verizon Arena
3. 22 stycznia 2019 – Birmingham, Alabama, USA – Legacy Arena
4. 24 stycznia 2019 – Nashville, Tennessee, USA – Bridgestone Arena
5. 28 stycznia 2019 – Raleigh, Karolina Północna, USA – PNC Arena
6. 30 stycznia 2019 – Cincinnati, Ohio, USA – U.S. Bank Arena
7. 1 lutego 2019 – Cleveland, Ohio, USA – Quicken Loans Arena
8. 28 lutego 2019 – El Paso, Teksas, USA – Don Haskins Center
9. 2 marca 2019 – Lubbock, Teksas, USA – United Supermarkets Arena
10. 4 marca 2019 – Wichita, Kansas, USA – Intrust Bank Arena
11. 6 marca 2019 – Kansas City, Missouri, USA – Sprint Center
12. 9 marca 2019 – Louisville, Kentucky, USA – KFC Yum! Center
13. 11 marca 2019 – Indianapolis, Indiana, USA – Bankers Life Fieldhouse
14. 13 marca 2019 – Grand Rapids, Michigan, USA – Van Andel Arena

### Europa
1. 1 maja 2019 – Lizbona, Portugalia – Estádio do Restelo
2. 3 maja 2019 – Madryt, Hiszpania – Valdebebas
3. 5 maja 2019 – Barcelona, Hiszpania – Estadi Olímpic Lluís Companys
4. 8 maja 2019 – Mediolan, Włochy – San Siro
5. 10 maja 2019 – Zurych, Szwajcaria – Letzigrund
6. 12 maja 2019 – Paryż, Francja – Stade de France
7. 8 czerwca 2019 – Slane, Irlandia – Zamek w Slane (Slane Festival)
8. 11 czerwca 2019 – Amsterdam, Holandia – Amsterdam Arena
9. 13 czerwca 2019 – Kolonia, Niemcy – Müngersdorfer Stadion
10. 16 czerwca 2019 – Bruksela, Belgia – King Baudouin Stadium
11. 18 czerwca 2019 – Manchester, Anglia – Etihad Stadium
12. 20 czerwca 2019 – Londyn, Anglia – Twickenham Stadium
13. 6 lipca 2019 – Berlin, Niemcy – Olympiastadion
14. 9 lipca 2019 – Göteborg, Szwecja – Ullevi Stadium
15. 11 lipca 2019 – Kopenhaga, Dania – Parken Stadium
16. 13 lipca 2019 – Trondheim, Norwegia – Granåsen
17. 16 lipca 2019 – Hämeenlinna, Finlandia – Kantolan Tapahtumapuisto
18. 18 lipca 2019 – Tartu, Estonia – Lotnisko Raadi
19. 21 lipca 2019 – Moskwa, Rosja – Stadion Łuczniki
20. 14 sierpnia 2019 – Bukareszt, Rumunia – Arena Națională
21. 16 sierpnia 2019 – Wiedeń, Austria – Praterstadion
22. 18 sierpnia 2019 – Praga, Czechy – Lotnisko Letňany
23. 21 sierpnia 2019 – Warszawa, Polska – Stadion Narodowy
24. 23 sierpnia 2019 – Monachium, Niemcy – Olympiastadion
25. 25 sierpnia 2019 – Mannheim, Niemcy – Maimarktgelände

### Ameryka Północna - część 2
1. 6 września 2019 – San Francisco, Kalifornia, USA – Chase Center
2. 8 września 2019 – San Francisco, Kalifornia, USA - Chase Center

Odwołane koncerty w Oceanii z powodu odwyku alkoholowego Jamesa Hetfielda:
1. 17 października 2019 – Perth, Australia – Optus Stadium (odwołany)
2. 20 października 2019 – Adelaide, Australia – Adelaide Oval (odwołany)
3. 22 października 2019 – Melbourne, Australia – Marvel Stadium (odwołany)
4. 24 października 2019 – Melbourne, Australia - Marvel Stadium (odwołany)
5. 26 października 2019 – Sydney, Australia – ANZ Stadium (odwołany)
6. 29 października 2019 – Brisbane, Australia – Queensland Sport and Athletics Centre (odwołany)
7. 31 października 2019 – Auckland, Nowa Zelandia – Mount Smart Stadium (odwołany)
8. 2 listopada 2019 – Auckland, Nowa Zelandia - Mount Smart Stadium (odwołany)

## Koncerty w 2020

### Koncerty odwołane z powodupandemii COVID-19
1. 1 maja 2020 – Concord, Karolina Północna, USA – Charlotte Motor Speedway (odwołany; planowany jako część Epicenter Music Festival)
2. 3 maja 2020 – Concord, Karolina Północna, USA - Charlotte Motor Speedway (odwołany; planowany jako część Epicenter Music Festival)
3. 8 maja 2020 – Daytona Beach, Floryda, USA – Daytona International Speedway (odwołany; planowany jako część Welcome to Rockville Festival)
4. 10 maja 2020 – Daytona Beach, Floryda, USA - Daytona International Speedway (odwołany; planowany jako część Welcome to Rockville Festival)
5. 15 maja 2020 – Columbus, Ohio, USA – Mapfre Stadium (odwołany; planowany jako część Sonic Temple Festival)
6. 17 maja 2020 – Columbus, Ohio, USA - Mapfre Stadium (odwołany; planowany jako część Sonic Temple Festival)
7. 17 września 2020 – Louisville, Kentucky, USA – Kentucky Exposition Center (odwołany; planowany jako część Louder Than Life Festival)
8. 18 września 2020 – Louisville, Kentucky, USA - Kentucky Exposition Center (odwołany; planowany jako część Louder Than Life Festival)
9. 20 września 2020 – Louisville, Kentucky, USA - Kentucky Exposition Center (odwołany; planowany jako część Louder Than Life Festival)
10. 26 września 2020 – Nowy Jork, Nowy Jork, USA – Central Park (odwołany; planowany jako część Global Citizen Festival)

### Jedyny koncert zagrany zgodnie z planem w 2020
1. 14 listopada 2020 – San Rafael, Kalifornia, USA - nieznane miejsce koncertu

## Koncerty w 2021
1. 16 września 2021 – San Francisco, Kalifornia, USA - The Independent
2. 20 września 2021 – Chicago, Illinois, USA – The Metro
3. 24 września 2021 – Louisville, Kentucky, USA – Kentucky Exposition Center (Louder Than Life Festival)
4. 26 września 2021 – Louisville, Kentucky, USA - Kentucky Exposition Center (Louder Than Life Festival)
5. 8 października 2021 – Sacramento, Kalifornia, USA – Discovery Park (Aftershock Festival)
6. 10 października 2021 – Sacramento, Kalifornia, USA - Discovery Park (Aftershock Festival)
7. 6 listopada 2021 – Atlanta, Georgia, USA – Mercedes-Benz Stadium
8. 12 listopada 2021 – Daytona Beach, Floryda, USA – Daytona International Speedway
9. 14 listopada 2021 – Daytona Beach, Floryda, USA - Daytona International Speedway

## Artyści supportujący Metallikę
- 2016 (Ameryka Północna): Cage the Elephant, Avenged Sevenfold i Volbeat
- 2016 (Ameryka Południowa): Zafakon, Basca, Victimized, Metal Requiem i Heresy
- 2017 (Azja): Babymetal i Lang Lang
- 2017 (Dania): Hatesphere, I'll Be Damned i Defecto
- 2017 (Ameryka Południowa): Iggy Pop, Rancid i Cage the Elephant
- 2017 (Ameryka Północna): Avenged Sevenfold, Volbeat, Biffy Clyro i Gojira
- 2017 (Europa): Aphyxion i Kvelertak
- 2018 (Europa): Kvelertak
- 2018 (Ameryka Północna): Jim Breuer
- 2019: Ghost, Bokassa, Fangclub i Stiff Little Fingers

## Źródła
- Metallica.com